# Cisy (województwo podlaskie)
Cisy (białorus. Цісы) – wieś w Polsce położona w województwie podlaskim, w powiecie hajnowskim, w gminie Narew.
| SIMC    | Nazwa          | Rodzaj    |
| ------- | -------------- | --------- |
| 0036452 | Chrenowe       | część wsi |
| 0036469 | Michałowe      | część wsi |
| 0036475 | Mikołajczykowe | część wsi |
| 0036481 | Supronowe      | część wsi |

W latach 1975–1998 miejscowość administracyjnie należała do województwa białostockiego.

## Historia
Według Powszechnego Spisu Ludności z 1921 roku wieś zamieszkiwało 30 osób, 27 z nich zadeklarowało wyznanie prawosławne, zaś pozostałe 3 rzymskokatolickie. Jednocześnie polską przynależność narodową zadeklarowały zaledwie 3 osoby, białoruską 25 (co stanowiło wówczas ponad 83% wszystkich mieszkańców wsi), a pozostałe 2 rosyjską.
Cisy zamieszkiwane są głównie przez prawosławnych Białorusinów. Prawosławni mieszkańcy wsi należą do  parafii Podwyższenia Krzyża Pańskiego w Narwi, a wierni kościoła rzymskokatolickiego do parafii pw. Wniebowzięcia Najświętszej Maryi Panny i św. Stanisława Biskupa i Męczennika w Narwi.

## Inne informacje
We wsi urodził się metropolita warszawski i całej Polski Bazyli – zwierzchnik Kościoła Prawosławnego w Polsce w latach 1970–1998.